# Cotinusa mathematica
Cotinusa mathematica är en spindelart som först beskrevs av Cândido Firmino de Mello-Leitão 1917.  
Cotinusa mathematica ingår i släktet Cotinusa och familjen hoppspindlar. Inga underarter finns listade i Catalogue of Life.